# Mordellistena latitarsis
Mordellistena latitarsis es una especie de coleóptero de la familia Mordellidae.

## Distribución geográfica
Habita en Asia Menor.